# Rudolf Herz
Rudolf Herz (* 1954 in Sonthofen) ist ein deutscher Bildhauer und Medienkünstler.    

## Leben
Er studierte von 1974 bis 1981 Bildhauerei und Kunstpädagogik an der Akademie der Bildenden Künste in München, anschließend Kunstgeschichte, Geschichte und Archäologie an der Ludwig-Maximilians-Universität in München und am Kunsthistorischen Seminar der Universität in Hamburg. 1995 promovierte er in Kunstgeschichte / Visuelle Kommunikation an der Carl-von-Ossietzky-Universität, Oldenburg.
1987 erhielt er das Stipendium für Zeitgenössische Deutsche Fotografie der Alfried Krupp von Bohlen und Halbach Stiftung, Essen, 1990 den Förderpreis für Fotografie der Landeshauptstadt München und 1991 den Künstlerischen Förderpreis des Freistaates Bayern. 1993 war Herz Stipendiat des Deutschen Historischen Instituts, Washington D.C und 1995 Gast der Deutschen Akademie Villa Massimo, Rom. 1997 gehörte er zusammen mit Reinhard Matz zu den Preisträgern im Wettbewerb zum Denkmal für die ermordeten Juden Europas. Rudolf Herz ist Mitglied im Deutschen Künstlerbund. Er lebt in München.
Rudolf Herz lehrt an Universitäten und  Kunsthochschulen und hatte eine Vertretungsprofessur am Fachbereich Visuelle Kommunikation an der Gesamthochschule Kassel. Er ist Honorarprofessor an der Akademie der Bildenden Künste München. Werke des Künstlers befinden sich in den Sammlungen des Folkwang-Museum, Essen, Hamburger Kunsthalle, Sammlung Barlach, Hamburg, Museum für Moderne Kunst, Palais Lichtenstein, Wien, Städtische Galerie im Lenbachhaus, München, und Jüdisches Museum, München.

## Werk

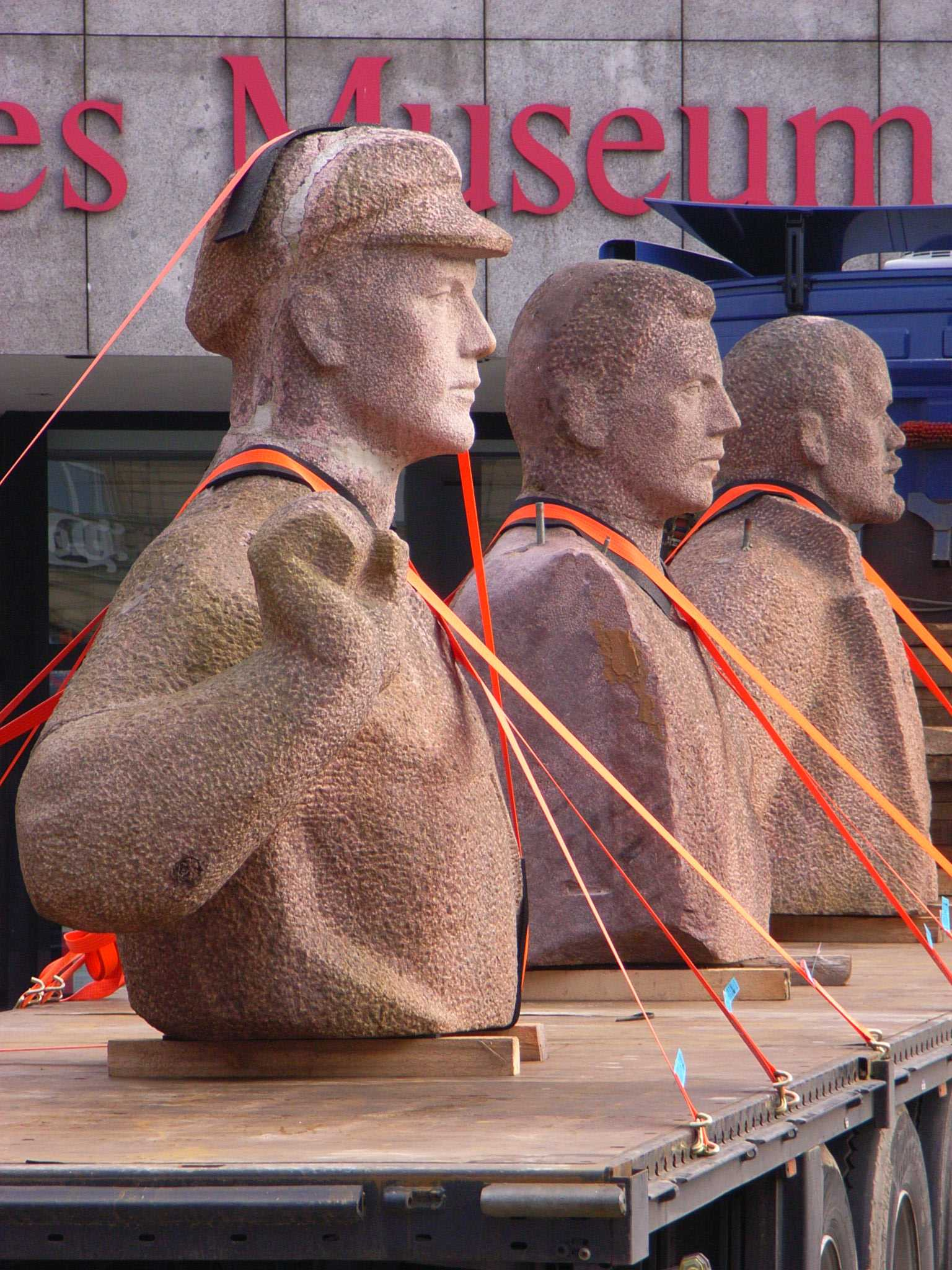
Lenin on Tour, Köln 2009

Die künstlerischen und bildhistorischen Arbeiten von Herz stehen in engem Zusammenhang. In der Rauminstallation „Zugzwang“ (Kunstverein Ruhr, Essen 1995, The Jewish Museum, New York 2002) verdichtete er die Erfahrungen, die er anlässlich seiner kontrovers diskutierten Ausstellung „Hoffmann & Hitler. Fotografie als Medium des Führer-Mythos“ (Münchner Stadtmuseum 1994) gemacht hatte. Bei künstlerischen Projekten im öffentlichen Raum setzt sich Herz gleichfalls mit Bildpolitik auseinander.
1991 machte er der Stadt Dresden den Vorschlag, das dortige, 1974 vom russischen Bildhauer Grigori Jastrebenezki gestaltete Lenindenkmal als zerstörtes Denkmal demonstrativ an Ort und Stelle, am Wiener Platz, zu belassen („Lenins Lager“). Das Denkmal wurde vor dem Dresdner Hauptbahnhof vom damaligen SED-Bezirkssekretär Hans Modrow eingeweiht. Unter dem Motto „Meinen Zeitgenossen zeige ich Lenin. Und Lenin das 21. Jahrhundert. Wer erklärt es ihm?“ reiste Herz mit den monumentalen Granitbüsten des Denkmals auf einen Sattelschlepper  durch Europa und drehte den Film „Lenin on Tour“ (Museum Ludwig, Köln 2009/2010).
Filme sind integraler Bestandteil seiner künstlerischen Arbeit:
- Rudolf Herz, Ruth Toma: Das Haus der Kunst abtragen, 1980
- Rudolf Herz: Lenin on Tour, Co-Regie: Nicolas Humbert/Martin Otter, 2009
- Rudolf Herz, Julia Wahren, Hary Rason: OX NO OX - A Legend from Madagascar, 2016
- Rudolf Herz/Julia Wahren: Boris Lurie Has Left the Building, 2019
- Rudolf Herz: Szeemann and Lenin Crossing the Alps, 2020

Mit Reinhard Matz zusammen war Herz Preisträger im Wettbewerb für das „Denkmal für die ermordeten Juden Europas“ (1997). Der Entwurf „Überschrieben“ sah vor, einen Kilometer Autobahn bei Kassel zu pflastern und zum Denkmal zu erklären und aus dem Verkauf des Berliner Wettbewerbsgrundstückes eine Stiftung für gegenwärtig verfolgte Minderheiten zu finanzieren. Neben temporären Arbeiten und Beteiligungen an internationalen Ausstellungen realisierte Rudolf Herz Kunst-am-Bau-Projekte und untersuchte in raumgreifenden Werken wie „In Erwartung der Ernte“ (Engen-Welschingen 1996), „Lex injusta“ (Bundesgerichtshof Karlsruhe 2003) und „Huygens' Geheimnis“ (Deutsche Flugsicherung Frankfurt 2008) die orts- und zeitspezifischen Möglichkeiten von Kunst. Herz ist Träger des Pasinger Kulturpreises (2004). Mit dem Entwurf „Ornament“ gewann er den Wettbewerb für die Gestaltung des neu erbauten U-Bahnhofs München-Oberwiesenfeld (mit Hans Döring 2007).

## Arbeiten im öffentlichen Raum
- 1979 Die Treppe der Illusion. Die Illusion der Treppe, Akademie der Bildenden Künste München (mit Hans Döring) temporär
- 1990 Schild an der Feldherrnhalle, München (mit Thomas Lehnerer) temporär
- 1992 Autodemontage, Kunstmuseum Schwerin temporär
- 1993 Rot ist dann nur noch die Farbe des Blutes, Alte Polizeidirektion, Baden-Baden (mit Thomas Lehnerer) temporär
- 2004 Lenin on Tour, Haus der Kunst München, Helmhaus Zürich, Goethe-Institute Turin und Rom, Kunsthalle Wien Project Space, Tranzit Prag, Städtische Galerie Bremen, Kunsthaus Dresden, Akademie der Künste und Volksbühne am Rosa-Luxemburg-Platz Berlin.
- 2008  Tatlins Dog, Donausteg, Ingolstadt temporär
- 1998 In Erwartung der Ernte, Bauhof Engen-Welschingen
- 2000 Indien und nicht Amerika, Campus Universität Konstanz 47° 41′ 28,8″ N, 9° 11′ 12,5″ O
- 2002 Sol lucet omnibus, LVA Augsburg
- 2003 Lex injusta, Bundesgerichtshof Karlsruhe
- 2007 Ornament, U-Bahnhof Oberwiesenfeld in München (mit Hans Döring)
- 2008 Huygens’ Geheimnis, DLF, Frankfurt
- 2008 ALLE, Landratsamt Rastatt
- 2012  Marcel Duchamp, "LE MYSTÈRE DE MUNICH" 1:1 Rekonstruktion seiner Münchner Wohnung in der Barerstr. 65 auf die Seite gekippt vor der Alten Pinakothek. Temporär

## Einzelausstellungen
- 1988 Schauplatz, Städtische Galerie im Lenbachhaus, München
- 1994 Späte Triumphe des erschöpften Widerspruchs, Villa Massimo, Rom
- 1995 Zugzwang, Kunstverein Ruhr, Essen
- 1997 Transit 1-3, Neue Gesellschaft für Bildende Kunst, Berlin, Barlach Halle K, Hamburg, Neues Museum Weserburg, Bremen
- 1999 Rat Race, Kunstverein Konstanz
- 2003 Prologo Sul Lago Maggiore, G 2003, Magadino
- 2006 The War, Kunstverein Kassel (mit Michael Hofstetter)
- 2009 Tatlins Dog, Museum für Konkrete Kunst, Ingolstadt
- 2009/2010 Lenin on Tour, Museum Ludwig, Köln: Es wurden mehr als 100 Fotografien der Tour in rotbraunen Holzrahmen  gezeigt.

## Gruppenausstellungen
- 1982   Videokunst in Deutschland 1963–1982, Kölnischer Kunstverein, Nationalgalerie Berlin
- 1983    Ansatzpunkte kritischer Kunst heute, Kunstverein Bonn
- 1989    Zeitgenössische Deutsche Fotografie, Folkwang-Museum, Essen
- 1997    Deutschlandbilder, Martin-Gropius-Bau, Berlin
- 1999    Das XX.Jahrhundert. Ein Jahrhundert Kunst in Deutschland, Nationalgalerie Berlin
- 2001    Counter-Monuments and Memory, Museum of Modern Art, New York
- 2001    Mirroring Evil: Nazi-Imagery/Recent Art, The Jewish Museum, New York
- 2001    Mémoire des Camps, Patrimoine photographique, Paris
- 2002    Iconoclash, ZKM Karlsruhe
- 2002    Power, Casino Luxembourg/Forum d’art contemporain, Luxembourg
- 2004    Laocoon Devoured, Artium, Basque Center for Contemporary Art, Vitoria/Gasteiz
- 2004    After Images. Kunst als soziales Gedächtnis, Neues Museum Weserburg, Bremen
- 2005    Zur Vorstellung des Terrors: Die RAF-Ausstellung, Kunstwerke, Berlin
- 2005    My private Heroes, MARTA, Herford
- 2006    Snafu, Hamburger Kunsthalle, Hamburg
- 2007    Reality Bites: Making Avant-Garde in Post-Wall Germany, Mildred  Lane Kemper Art Museum, St.Louis, Missouri; Kunstmuseum Rüsselsheim
- 2008    City without Jews, Jüdisches Museum, München
- 2009    MAN SON 1969, Hamburger Kunsthalle, Hamburg
- 2009    Gemeinsam in die Zukunft, Frankfurter Kunstverein
- 2009    RECORD > AGAIN. 40 Jahre Videokunst, ZKM Karlsruhe
- 2010    Mediations Biennale / Erased Walls, Poznań
- 2012    Schaulager Skulpturen, Hamburger Kunsthalle
- 2014    (Mis)Understanding Photography, Folkwang-Museum, Essen
- 2014    Manifeste! Fotomuseum Winterthur
- 2015    Fire and Forget, KUNSTWERKE, Berlin
- 2015    Odessa Biennale, Museum of Modern Art, Odessa
- 2017    Marcel Duchamp. Fountain. An Homage, Francis M. Naumann Fine Art, New York
- 2018    Flashes of the Future. Die Kunst der 68er oder die Macht der Ohnmächtigen, Ludwig Forum Aachen
- 2019    The Fountain Memoire. Projektraum Deutscher Künstlerbund, Berlin
- 2020    Depicting Duchamp. Francis Naumann Fine Art, New York

## Publikationen (Auswahl)
- Rudolf Herz. Mit einem Text von Heinz Schütz, Galerie der Künstler, München 1988
- Rudolf Herz. Schauplatz. Text von Otto Karl Werckmeister, Städtische Galerie im Lenbachhaus, München 1991
- Rudolf Herz. Lenins Lager. Entwurf für eine  Skulptur in Dresden. Text von Thomas Deecke, Karin Kramer Verlag, Berlin 1993,
- Thomas Deecke: Über das Aufrichten und das Niederreißen von Skulpturen. Festschrift für Siegfried Salzmann, Bremen 1993
- Rudolf Herz – Thomas Lehnerer. Texte von Dirk Teuber Baldreit Edition Baden-Baden 1993
- Rudolf Herz. Zugzwang. Texte von Peter Friese und Georg Bussmann, Kunstverein Ruhr, Essen 1995
- HERZ. Essays von Hubertus Gassner, Johannes Meinhardt, Ludger Derenthal, hrsg. von Peter Friese und Dirk Halfbrodt, Verlag für Moderne Kunst, Nürnberg 1997
- Rudolf Herz / Reinhard Matz. Zwei Entwürfe zum Holocaust-Denkmal. Beiträge von Bazon Brock, Georg Bussmann, Klaus Theweleit u. a. hrsg. von Matthias Reichelt, Verlag für Moderne Kunst, Nürnberg 2001
- Norman Kleeblatt: Impossible Bedfellows: Adolf Hitler and Marcel Duchamp, in: Mirroring Evil. Nazi Imagery / Recent Art, Tutgers University Press, New Brunswick 2002
- Matthias Reichelt: Rudolf Herz. Künstlerische Bildstörung, Kunstforum International, Band 169, 2004
- Rudolf Herz. Ornament. A Metro Station in Munich. In Zusammenarbeit mit Hans Döring, Essay von Walter Grasskamp, Kehrer Verlag, Heidelberg 2008
- Rudolf Herz. Tatlins Dog. 31 Tage - 31 Anagramme. Mit einem Text von Kerstin Specht. Herausgegeben und eingeleitet von Christine Fuchs, Verlag für Moderne Kunst, Nürnberg, 2009
- Rudolf Herz. Lenin on Tour. Fotografien von Reinhard Matz und Irena Wunsch. Mit Texten von Volker Braun, Bazon Brock, Boris Buden, Peter Friese, Wolfgang Fritz Haug, Rudolf Hickel, Hans Heinz Holz, Grigorij Jastrebenetzkij, Helmut Laakmann, Renato Nicolini, Achille Bonito Oliva, Guillaume Paoli, Miroslav Petricek, Harald Szeemann und vielen anderen, eingeleitet von Susanne Leeb und gestaltet von Gerwin Schmidt, Steidl Verlag, Göttingen 2009, ISBN 978-3-86930-048-1.
- Rudolf Herz. Marcel Duchamp - Le Mystère de Munich,[6] Moser, München 2012, ISBN 978-3-9814177-4-6.
- Rudolf Herz. Text Dirk Teuber, Kritisches Lexikon der Gegenwartskunst, Ausgabe 97, Neu-Isenburg 2012, ISSN 0934-1730.
- Rudolf Herz. Zugzwang. Duchamp Hitler Hoffmann, Hrsg. Heinz Schütz, Belleville Verlag, München 2014, ISBN 978-3-943157-10-9.

## Belege
1. ↑  Biografisches Rudolf Herz (Memento des Originals vom 24. September 2015 im Internet Archive)  Info: Der Archivlink wurde automatisch eingesetzt und noch nicht geprüft. Bitte prüfe Original- und Archivlink gemäß Anleitung und entferne dann diesen Hinweis., Hamburger Kunsthalle
2. ↑  kuenstlerbund.de: Mitglieder "H" / Rudolf Herz (abgerufen am 24. August 2015)
3. ↑  Rudolf Herz: Zugzwang. Hrsg.: Heinz Schütz. Belleville Verlag, München 2014, ISBN 978-3-943157-10-9.
4. ↑  Rudolf Herz: Lenin on tour. Steidl Verlag, Göttingen 2009, ISBN 978-3-9814177-4-6.
5. ↑  Rudolf Herz: Ornament. A Metro Station in Munich. Kehrer Verlag, Heidelberg 2008, ISBN 978-3-939583-85-1.
6. ↑  Rezension zum Forschungsbericht über Marcel Duchamps Zeit in München

| Personendaten    | Personendaten                                                     |
| ---------------- | ----------------------------------------------------------------- |
| NAME             | Herz, Rudolf                                                      |
| KURZBESCHREIBUNG | deutscher Konzeptkünstler, Bildhauer, Fotograf und Medienforscher |
| GEBURTSDATUM     | 1954                                                              |
| GEBURTSORT       | Sonthofen                                                         |